# Irving Kristol
Irving Kristol ( /ˈkrɪstəl/; 22 de enero de 1920-18 de septiembre de 2009) fue un periodista estadounidense que fue apodado el "padrino del neoconservadurismo". Como fundador, editor y colaborador de varias revistas, jugó un papel influyente en la cultura intelectual y política de la última mitad del siglo XX. Después de su muerte, fue descrito por "The Daily Telegraph" como "quizás el intelectual público más trascendente de la segunda mitad del siglo XX".

## Primeros años y educación

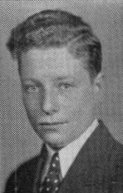
Kristol en su último año en Boys High School, Brooklyn, Nueva York, 1936

Kristol nació en Brooklyn, Nueva York, hijo de inmigrantes judíos no observantes de Europa del Este, Bessie (cartero) y Joseph Kristol.
Se graduó de Boys High School en Brooklyn, Nueva York en 1936 y recibió su B.A. del City College of New York en 1940, donde se especializó en historia y fue parte de un pequeño, pero vocal, grupo antisoviético trotskista que eventualmente se conoció como, The New York Intelectuales. Fue en estas reuniones que Kristol conoció a la historiadora Gertrude Himmelfarb, con quien más tarde se casó en 1942. Tuvieron dos hijos, Elizabeth Nelson y Bill Kristol.

## Servicio militar
Durante la Segunda Guerra Mundial, sirvió en Europa en la 12.ª División Blindada como soldado de infantería de combate.

## Carrera
Kristol estaba afiliado al Congreso por la Libertad Cultural. Escribió en la revista Commentary de 1947 a 1952 bajo el editor Elliot E. Cohen (que no debe confundirse con Eliot A. Cohen, el escritor de la revista de hoy). Con Stephen Spender, fue cofundador y colaborador de Encounter con sede en Gran Bretaña de 1953 a 1958; editor de The Reporter de 1959 a 1960. También fue vicepresidente ejecutivo de la editorial, Basic Books, de 1961 a 1969, el Henry Luce, profesor de valores urbanos en la Universidad de Nueva York de 1969 a 1987, y cofundador y coeditor (primero con Daniel Bell y luego Nathan Glazer) de The Public Interest de 1965 a 2002. Fue el fundador y editor de The National Interest de 1985 a 2002. Después de Ramparts, publicación de información que muestra la financiación de la Agencia Central de Inteligencia del Congreso por la Libertad de la Cultura, que fue ampliamente divulgada en otros lugares, Kristol se fue a fines de la década de 1960 y se afilió al American Enterprise Institute.
Kristol era miembro de la Academia Estadounidense de Artes y Ciencias, miembro del Consejo de Relaciones Exteriores y miembro emérito del American Enterprise Institute (habiendo sido miembro asociado desde 1972, miembro sénior de 1977 y John M. Olin Distinguished Fellow de 1988 a 1999). Como miembro de la junta de contribuyentes de "The Wall Street Journal", contribuyó con una columna mensual de 1972 a 1997. Fue miembro del Consejo de la National Endowment for the Humanities desde 1972 hasta 1977.
En 1978, Kristol y William E. Simon fundaron The Institute for Education Affairs, que como resultado de una fusión con el Madison Center se convirtió en Madison Center for Educational Affairs en 1990.

## Muerte
Kristol murió de complicaciones de cáncer de pulmón, a los 89 años, el 18 de septiembre de 2009 en el Capital Hospice en Falls Church, Virginia.

## Premios y honores seleccionados
En julio de 2002, recibió del Presidente George W. Bush la Medalla de la libertad, el más alto honor civil de la nación.

## Ideas
Desde finales de la década de 1960 hasta la década de 1970, los neoconservadores (neoconservadurismo) estaban preocupados por la guerra fría y que su liberalismo se estaba convirtiendo en radicalismo (radicalismo histórico), por lo que muchos neoconservadores como Irving Kristol, Norman Podhoretz y Daniel Patrick Moynihan querían que los demócratas continuaran con una fuerte política exterior anticomunista. Esta política exterior iba a utilizar las violaciones de los derechos humanos soviéticos para atacar a la Unión Soviética. Esto más tarde llevó a las políticas de Nixon llamadas distensión.
En 1973, Michael Harrington acuñó el término, "neoconservadurismo", para describir a los liberales intelectuales y filósofos políticos que estaban descontentos con las actitudes políticas y culturales que dominaban en el Partido Demócrata y se estaban moviendo hacia una nueva forma de conservadurismo. Concebido por Harrington como un término peyorativo, fue aceptado por Kristol como una descripción adecuada de las ideas y políticas ejemplificadas por "El interés público". A diferencia de los liberales, por ejemplo, los neoconservadores rechazaron la mayoría de los programas de la Gran Sociedad patrocinados por Lyndon B. Johnson y, a diferencia de los conservadores tradicionales, apoyaron el estado de bienestar más limitado instituido por Franklin D. Roosevelt.
En febrero de 1979, Kristol apareció en la portada de Esquire. La leyenda lo identificaba como "el padrino de la nueva fuerza política más poderosa de Estados Unidos: el neoconservadurismo". Ese año también vio la publicación del libro, "Los neoconservadores: los hombres que están cambiando la política de Estados Unidos". Al igual que Harrington, el autor, Peter Steinfels, fue crítico del neoconservadurismo, pero quedó impresionado por su creciente influencia política e intelectual. La respuesta de Kristol apareció bajo el título "Confesiones de un verdadero, autoconfesado, quizás el único, neoconservador".
El neoconservadurismo, sostenía Kristol, no es una ideología sino una "persuasión", una forma de pensar sobre la política más que un compendio de principios y axiomas. Es clásico, más que romántico, en temperamento y práctico y anti-utópico en política. Una de las bromas más famosas de Kristol define a un neoconservador como "un liberal que ha sido asaltado por la realidad". Estos conceptos son el núcleo de la filosofía neoconservadora hasta el día de hoy.
Si bien propone las virtudes de la economía de la oferta como base para el crecimiento económico que es un "sine qua non para la supervivencia de una democracia moderna", también insiste en que cualquier filosofía tiene que ser ampliada por la "filosofía política, la filosofía moral e incluso el pensamiento religioso", que eran también el "sine qua non" de una democracia moderna.
Uno de sus primeros libros, "Two Cheers for Capitalism", afirma que el capitalismo, o más precisamente, el capitalismo burgués, es digno de dos vítores. Un aplauso porque "funciona, en un sentido material bastante simple", mejorando las condiciones de las personas; y un segundo aplauso porque es "compatible con una gran medida de libertad personal". Sostiene que estos no son logros pequeños y que solo el capitalismo ha demostrado ser capaz de proporcionarlos. Sin embargo, también impone una gran "carga psíquica" sobre el individuo y el orden social. Debido a que no satisface las "necesidades humanas 'existenciales'" del individuo, crea un "malestar espiritual" que amenaza la legitimidad de ese orden social. Tanto como cualquier otra cosa, es la retención de ese posible tercer grito lo que es la marca distintiva del neoconservadurismo tal como lo entendía Kristol.

## Artículos
- “Other People's Nerve” (as William Ferry), Enquiry, May 1943.
- “James Burnham's 'The Machiavellians'" (as William Ferry), Enquiry, July 1943. (A review of The Machiavellians: Defenders of Freedom by James Burnham.)
- “Koestler: A Note on Confusion,” Politics, May 1944.
- “The Indefatigable Fabian,” New York Times Book Review, August 24, 1952. (A review of Beatrice Webb's Diaries: 1912–1924, edited by Margaret I. Cole.)
- "Men and Ideas: Niccolo Machiavelli," Encounter, December 1954.
- "American Intellectuals and Foreign Policy," Foreign Affairs, July 1967 (repr. in On the Democratic Idea in America).
- "Memoirs of a Cold Warrior," New York Times Magazine, February 11, 1968 (repr. in Reflections of a Neo-conservative).
- "When Virtue Loses All Her Loveliness," The Public Interest, Fall 1970 (repr. in On the Democratic Idea in America and Two Cheers for Capitalism).
- "Pornography, Obscenity, and Censorship," New York Times Magazine, March 28, 1971 (repr. in On the Democratic Idea in America and Reflections of a Neo-conservative).
- "Utopianism, Ancient and Modern," Imprimus, April 1973 (repr. in Two Cheers for Capitalism).
- "Adam Smith and the Spirit of Capitalism," The Great Ideas Today, ed. Robert Hutchins and Mortimer Adler, 1976 (repr. in Reflections of a Neo-conservative).
- "Memoirs of a Trotskyist," New York Times Magazine, January 23, 1977 (repr. in Reflections of a Neo-conservative).
- "The Adversary Culture of Intellectuals," Encounter, October 1979 (repr. in Reflections of a Neo-conservative).
- "The Hidden Cost of Regulation", The Wall Street Journal.

## Libros
Del autor
- On the Democratic Idea in America. New York: Harper, 1972. ISBN 0060124679
- Two Cheers for Capitalism. 1978. ISBN 0465088031
- Reflections of a Neo-conservative: Looking Back, Looking Ahead. 1983. ISBN 0465068723
- Neo-conservatism: The Autobiography of an Idea. 1995. ISBN 0-02-874021-1
- The Neo-conservative Persuasion: Selected Essays, 1942-2009. New York: Basic Books, 2011. ISBN 0465022235
- On Jews and Judaism. Barnes & Noble, 2014.

Editados
- La crisis en la teoría económica . Editado con Daniel Bell. Nueva York: Basic Books, 1981.

Contribuidos
- ”Racionalismo en Economía” (Capítulo 12).  La crisis en la teoría económica . Editado con Daniel Bell. Nueva York: Basic Books, 1981. p. 201.